# Королевство Нидерландов
Короле́вство Нидерла́ндов (нидерл. Koninkrijk der Nederlanden) — составное суверенное государство в Западной Европе и Карибском бассейне, состоящее из 4 частей (территорий): собственно Нидерландов (страна-учредитель), Арубы, Кюрасао и Синт-Мартена. Большая часть страны-учредителя Нидерландов находится в Западной Европе, за исключением Бонайре, Синт-Эстатиуса и Сабы, имеющих статус особых общин и расположенных в Карибском регионе. Аруба, Кюрасао и Синт-Мартен также находятся в Карибском бассейне.
До 10 октября 2010 года Кюрасао, Бонайре, Синт-Мартен, Синт-Эстатиус и Саба составляли автономию Нидерландские Антильские острова, которая была одним из 3 членов королевства, помимо собственно Нидерландов и Арубы. В прошлом в состав Королевства Нидерландов входили также Суринам (до 1975 года) и Нидерландская Новая Гвинея (до 1963 года). С 1949 по 1956 годы существовал Нидерландско-Индонезийский Союз, в котором Королевство Нидерландов было одним из двух равноправных членов. До 1 января 1986 года Аруба, Бонайре, Кюрасао, Саба, Синт-Мартен и Синт-Эстатиус составляли автономию Нидерландские Антильские острова. В 1986 году Аруба вышла из состава автономии, став одним из 3 членов королевства. 10 октября 2010 года было прекращено существование Нидерландских Антильских островов, а Кюрасао и Синт-Мартен стали самоуправляемыми государствами в составе королевства.
Отношения между членами королевства регулируется Хартией Королевства Нидерландов, принятой в 1954 году. Исполнительный орган — Государственный совет министров (Rijksministerraad), состоящий из всех членов Совета Министров Нидерландов и уполномоченных министров от территорий.
Сами территории имеют свои представительные органы — островные советы (eilandsraad) и исполнительные — островные депутаты (eilandgedeputeerde). Общая площадь Королевства Нидерландов составляет 42 525 км², население — около 17 млн чел.
Королевство Нидерландов — член НАТО и ЕС.
| Флаг  | Герб                          | Территория               | Регион          | Площадь, км² | Население, чел. (2012) | Столица    | Статус                                      | Валюта                           |
| ----- | ----------------------------- | ------------------------ | --------------- | ------------ | ---------------------- | ---------- | ------------------------------------------- | -------------------------------- |
|       |                               | Нидерланды, в том числе: | Западная Европа | 41 854       | 16 748 205             | Амстердам  | Суверенное государство                      | Евро                             |
|       | Европейская часть Нидерландов | 41 526                   | Западная Европа | 16 725 902   | 12 провинций           | Амстердам  |                                             | Евро                             |
|       |                               | Бонайре                  | Карибское море  | 294          | 16 541                 | Кралендейк | Особая община                               | Доллар США                       |
|       |                               | Синт-Эстатиус            | Карибское море  | 21           | 3791                   | Ораньестад | Особая община                               | Доллар США                       |
|       |                               | Саба                     | Карибское море  | 13           | 1971                   | Боттом     | Особая община                               | Доллар США                       |
|       |                               | Аруба                    | Карибское море  | 193          | 103 504                | Ораньестад | Самоуправляемое государственное образование | Арубанский флорин                |
|       |                               | Кюрасао                  | Карибское море  | 444          | 145 406                | Виллемстад | Самоуправляемое государственное образование | Нидерландский антильский гульден |
|       |                               | Синт-Мартен              | Карибское море  | 34           | 37 429                 | Филипсбург | Самоуправляемое государственное образование | Нидерландский антильский гульден |
| Всего | Всего                         | Всего                    | 42 525          | 42 525       | 17 034 544             | 17 034 544 | 17 034 544                                  | 17 034 544                       |